# Vallby, Simrishamns kommun
Vallby är en småort i Simrishamns kommun och kyrkby i Vallby socken belägen i närheten av Glimmingehus. I Vallby kyrka är byggherren till Glimmingehus, Jens Holgersen Ulfstand, begravd.  Ett rikt och böljande odlingslandskap omger byn.